# Grand Carrousel

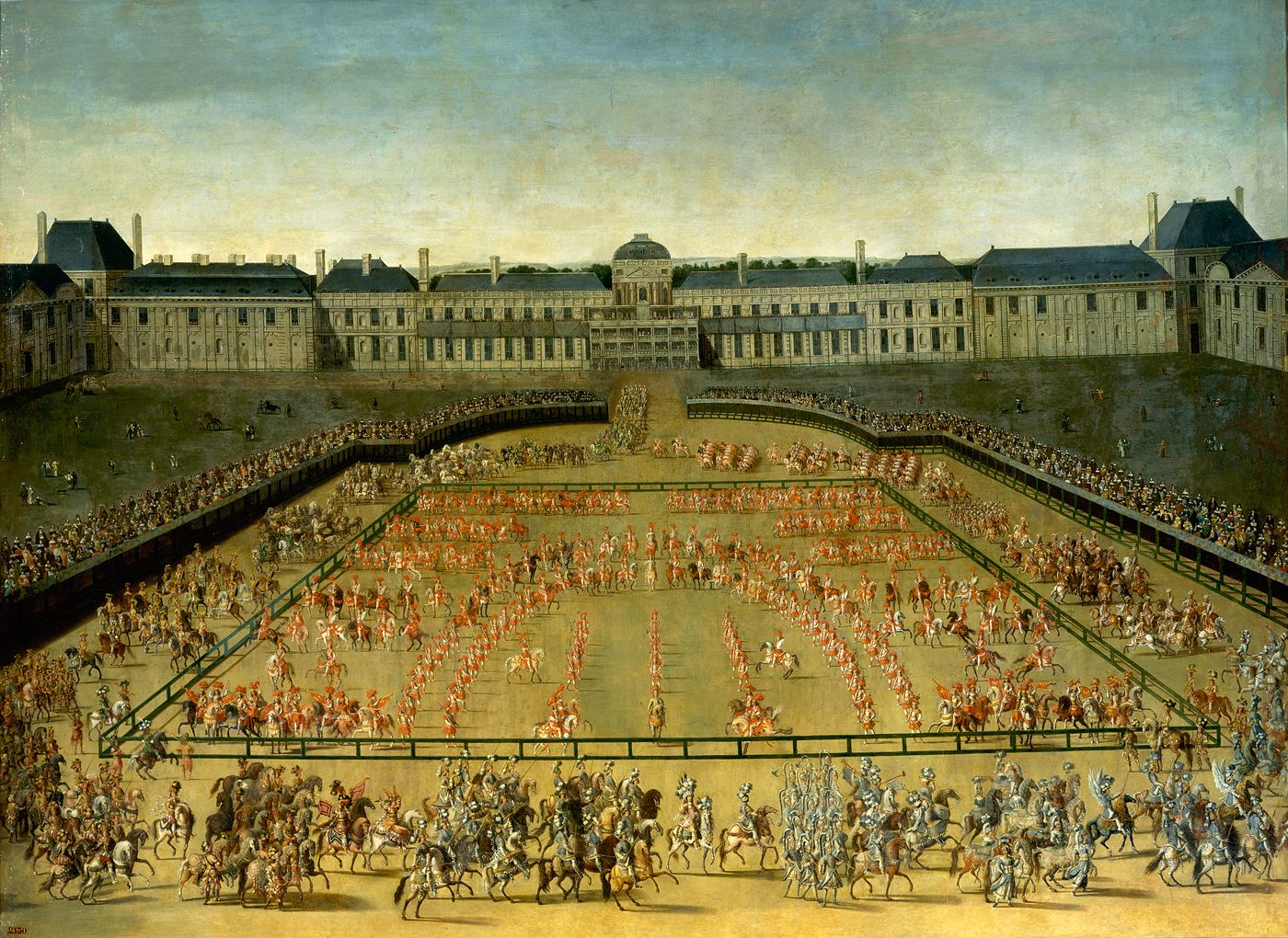
Il Grand Carrousel di Luigi XIV

Con il nome di Grand Carrousel è conosciuto un grandioso spettacolo tenutosi nei giorni 5 e 6 giugno 1662 a Parigi nel cortile del palazzo reale delle Tuileries. L'avvenimento fu organizzato dal re di Francia Luigi XIV per festeggiare la nascita del figlio primogenito Luigi, avvenuta il primo novembre dell'anno precedente.
Lo spettacolo, estremamente sfarzoso, richiamò oltre 10.000 spettatori, e servì al Re Sole per affermare la sua autorità assoluta.

## Descrizione
Il carosello è un tipo di spettacolo di cavalli introdotto in Francia all'inizio del XVII secolo. Sostituisce il torneo, spettacolo bandito durante il regno di Caterina de' Medici dopo la morte accidentale del marito, il re Enrico II, nel 1559. Il primo carosello francese fu organizzato nel 1605.
Nel Marzo 1656, il giovane Luigi XIV partecipa a una cavalcata, altra forma di spettacolo equestre meno sfarzoso, nei giardini del Palais-Royal organizzata in onore di Olimpia Mancini, nipote del cardinale Mazzarino, con la quale ha una breve relazione. Il re indossa un costume romano d'oro e d'argento. Ha scelto l'emblema del Sole e il motto «ne piu ne par» (“non c'è nessuno più grande né uguale”). È seguito dal duca di Guisa vestito da turco e da molti altri cavalieri. Questo spettacolo mostra già il gusto di Luigi XIV per l'esotismo e per l'antichità.
Quattro anni dopo, nel 1660, Luigi vuole rilanciare la tradizione delle celebrazioni della grande corte e comincia a immaginare come sarà il "Grand Carrousel". Voleva impressionare non solo la nobiltà, ma anche la popolazione parigina, parte della quale aveva sostenuto la Fronda. Nel 1661, dopo la morte di Mazzarino, arrestò il sovrintendente alle finanze, Nicolas Fouquet, affermando in tal modo la sua assoluta autorità. La nascita a novembre del suo primo figlio Luigi, crea l'opportunità di organizzare questa grande festa.

## Svolgimento
Alla fine del mese di maggio 1662, circolano nella capitale gli opuscoli del programma dei festeggiamenti. Viene descritto il percorso della cavalcata, la composizione delle cinque quadriglie con la spiegazione dei loro emblemi e motti, e viene costruito anche un anfiteatro temporaneo per ospitare la corte.

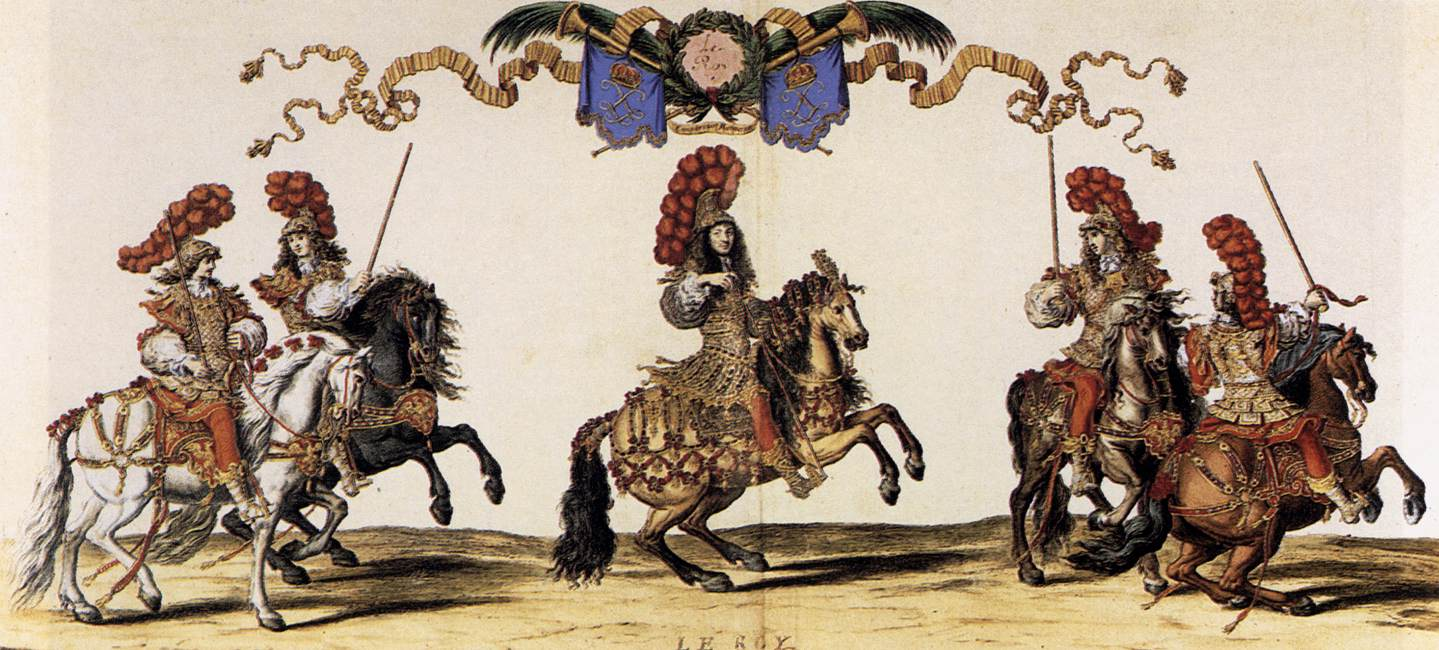
Louis XIV e il suo seguito

### Le quadriglie
Il corteo è composto da cinque quadriglie, rispettivamente comandate da Luigi XIV, il duca d'Orleans, il principe di Condé, il duca di Enghien e il duca di Guisa.
La prima quadriglia, o dei romani, guidati dal re. I colori di Luigi XIV sono l'oro, l'argento e il fuoco. È vestito da imperatore romano: il suo abito d'oro è ricoperto di rubini, il suo elmo è adornato di pietre preziose e indossa grandi piume rosse; alla vita porta una scimitarra dorata. Il suo cavallo nastrato è decorato con aquile reali. Precede, oltre agli undici cavalieri della sua brigata, un seguito ampio e riccamente dotato: quattro timpanisti, 24 trombe, 24 corrieri, 40 cavalli a mano, 80 stallieri, 24 paggi che portano le armi della truppa, il suo aiutante di campo e il suo maresciallo.
La seconda quadriglia, o dei persiani, guidati dal duca d'Orleans, noto come Monsieur, fratello del re. I suoi colori sono il bianco e il cremisi. Indossa una giacca d'argento tempestata di rubini e, sopra di essa, un mantello tempestato di perle. Cavalca un cavallo con la gualdrappa ricoperta di rubini. I timpanisti e le trombe, con berretto di raso foderato di ermellino, sono seguiti da due scudieri, 18 paggi, 12 corrieri e 16 cavalli a mano con gualdrappe di raso decorate in oro.

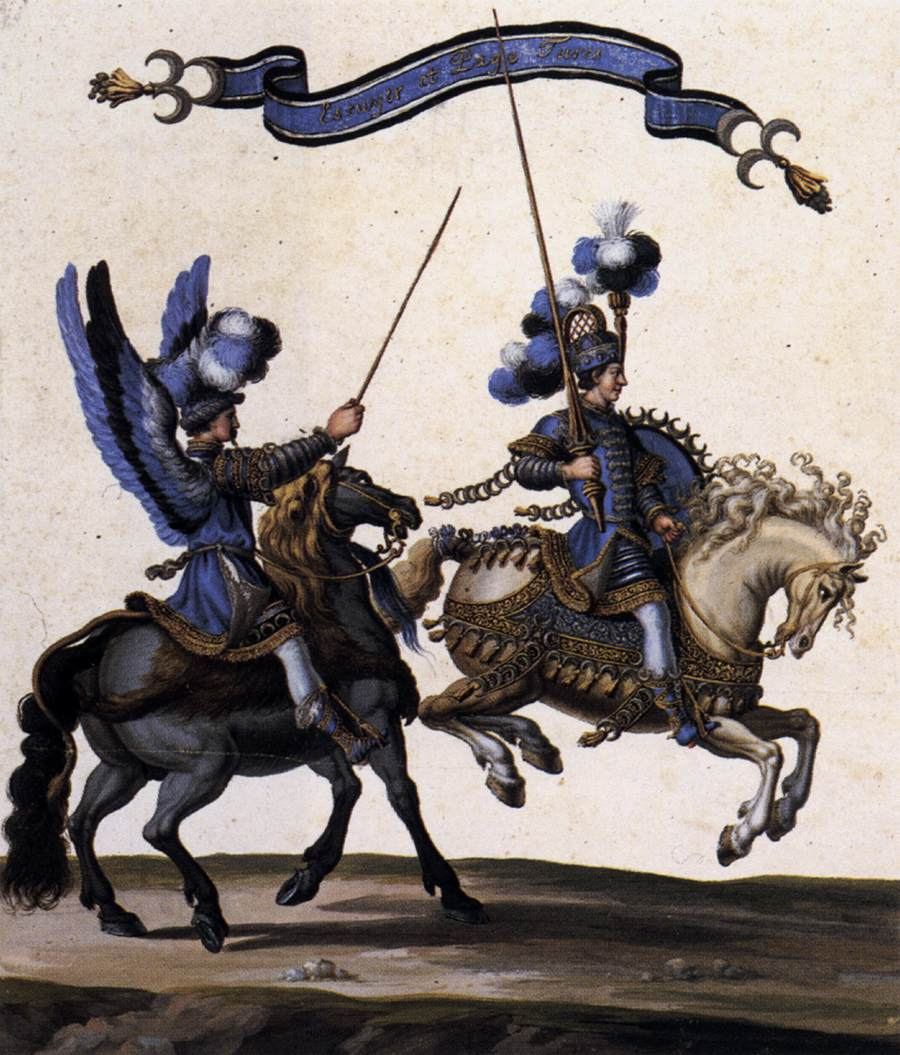
Due cavalieri del seguito del principe di Condé

La terza quadriglia, o dei turchi, è guidata dal principe di Condé. I suoi colori sono blu, bianco e nero. Lui stesso è vestito di rosso satinato e argento con graffette di turchese e diamanti. Indossa un turbante decorato con le stesse pietre preziose e sormontato da una mezzaluna d'oro. I timpanisti e le trombe del suo seguito sono vestiti con giacche di raso blu fasciate di nero. I paggi si distinguono all'interno della truppa per le piume imponenti che formano delle ali sulle loro spalle.
La quarta quadriglia, o degli indiani, è quella del duca d'Enghien, figlio del principe di Condé. I suoi colori sono il giallo e il nero. Indossa un abito di broccato nero e oro, ricamato con argento e diamanti. Dalla sua fascia e dagli stivali pendono delle grosse perle a forma di pera. I timpanisti e le trombe indossano una straordinaria acconciatura composta da un enorme pappagallo.

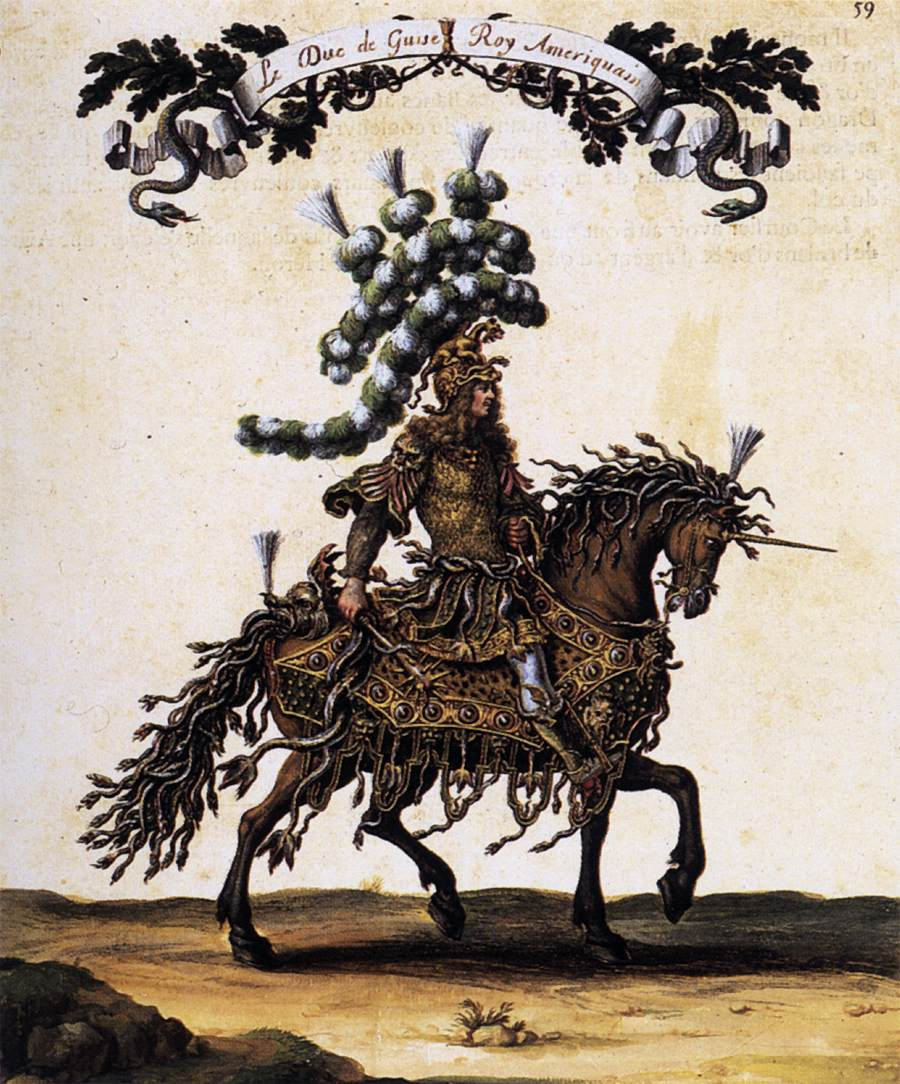
Il duca di Guisa come "Re americano"

La quinta quadriglia, o degli americani, è condotta dall'esuberante duca di Guisa, vestito di verde e bianco. Questo equipaggiamento supera tutti gli altri e colpisce di più gli spettatori. I timpanisti e le trombe, vestiti di raso verde decorato con scaglie d'argento, mostrano le pinne come maniche. Sulle loro teste portano berretti fatti di conchiglie di corallo. Il resto del seguito presenta dei Mori a piedi che guidano scimmie e orsi, dodici sbandieratori travestiti da fauni o satiri, dodici stallieri che imitavano selvaggi vestiti di pelle di tigre. I cavalli a mano indossano un corno sulla fronte, come gli unicorni. Seguono sei paggi e gli scudieri, le loro cavalcature mostrano gualdrappe di pelle animale fatte per imitare il pesce di mare. Il duca, come un re con la corazza di drago, indossa, oltre a due teste sulle spalle, un enorme copricapo composto di un drago d'oro sormontato da piume verdi e bianche che si innalza fino a 1,30 metri sopra di esso.

### Primo giorno
Il primo giorno è quello delle gare di testa. Questa prova tecnica consiste nel toccare una testa posta in alto: con la spada per le teste persiane, con un dardo per le teste di Medusa. Le regole sono severe e ogni infrazione, come la caduta da cavallo, è penalizzata con l'esclusione. I cavalieri così puniti possono ancora sfilare in costume nei quartieri intorno a Saint-Eustache, Saint-Gervais e Saint-Paul.
Il concorso è aperto dalle trombe degli araldi. Ogni quadriglia gestisce 44 gare, ciascuna composta da quattro corridori di quattro diverse quadriglie.
Con sorpresa di tutti, Luigi XIV, che ha toccato sedici teste, è stato battuto. Il vincitore è il marchese de Bellefonds, tenente generale degli eserciti del re, membro della quadriglia del duca d'Orleans. Riceve il premio, a suon di fanfara, dalle mani della Regina: un diamante di 25.000 écu e un ritratto del re decorato con pietre preziose.

### Secondo giorno
La seconda giornata è dedicata alla corsa dell'anello, vinta dal Duca di Lesdiguières, al seguito del principe de Condé. Riceve la stessa ricompensa del vincitore del giorno precedente.

## Significato
Sebbene il motivo ufficiale sia la nascita del figlio maggiore avvenuta il 1º novembre 1661, Luigi XIV ha altre idee in mente quando organizza questa celebrazione. In primo luogo, vuole stupire. Il Grand Carrousel non segna i ricordi per le esibizioni sportive dei partecipanti, ma per lo sfarzo e l'esuberante esotismo mostrato. È possibile che il re voglia impressionare una damigella d'onore di Madame, forse la giovane Louise de La Baume Le Blanc (futura duchessa di La Vallière), ma il suo obiettivo principale è impressionare la nobiltà: quella nobiltà avida di piaceri dopo gli anni austeri della reggenza di Anna d'Austria e Mazzarino.